# Фарге
Фарге (нем. Farge) — небольшой порт на реке Везер в Германии. Находится в черте города Бремен. Во время Второй мировой войны в Фарге строилась крупнейшая в Германии база подводных лодок. Недостроенная база была разрушена в результате налёта британской авиации 27 марта 1945 года.
Во время войны в порту располагались фабрика субмарин и концентрационный лагерь.

## Фабрика субмарин
В Фарге строилась крупнейшая фабрика по производству подводных лодок во всей Германии. Строительство было начато в феврале 1943 и закончилось в марте 1945 разрушением фабрики. Длина дока для лодок составляла 426 метров, ширина — 97 метров, высота крыши — от 22 до 27 метров. Всего на строительство было потрачено 500.000 кубометров бетона. Организация Тодта курировала строительство до разрушения фабрики. Согласно отчётам, к моменту разрушения база была готова на 90 % и могла начать выпускать лодки меньше, чем через 2 месяца.
После войны превращён в склад ВМФ ФРГ.

## Концентрационный лагерь
В Фарге находился концентрационный лагерь Бремен-Фарге (номер 179), подразделение лагеря Нойенгамме. Заключённые находились в подземном резервуаре для нефти и газа и работали на фабрике по производству подводных лодок. Среди заключённых были поляки, греки, французы, русские и немцы.
. Эвакуирован 10 апреля 1945.